# Libertäre Buchmessen

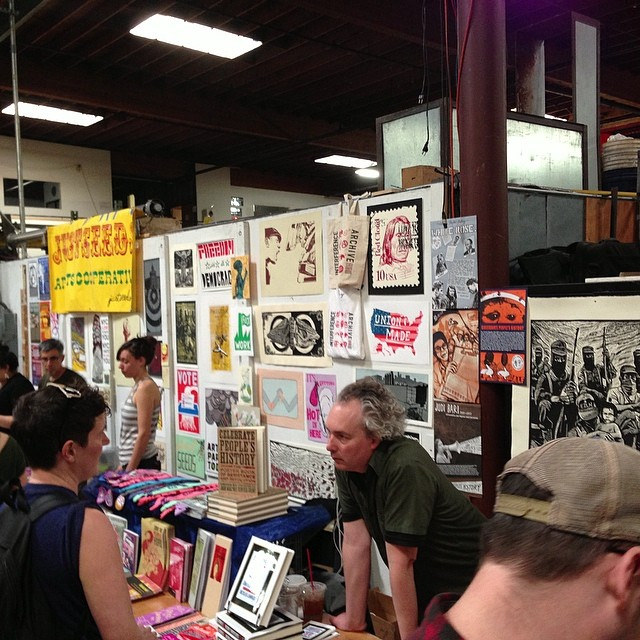
Anarchistische Buchmesse in Oakland 2014

Libertäre Buchmessen, auch anarchistische Buchmessen, libertäre Medienmessen oder Anarchist Bookfairs genannt, gibt es seit etwa Mitte der 1990er Jahre weltweit in rund 35 Städten und in mehr als zehn Ländern (Stand: Oktober 2010). Die libertären Medienmessen verstehen sich als Alternative zu den etablierten Buchmessen der traditionellen Großverlage und Vertriebe.

## Geschichte

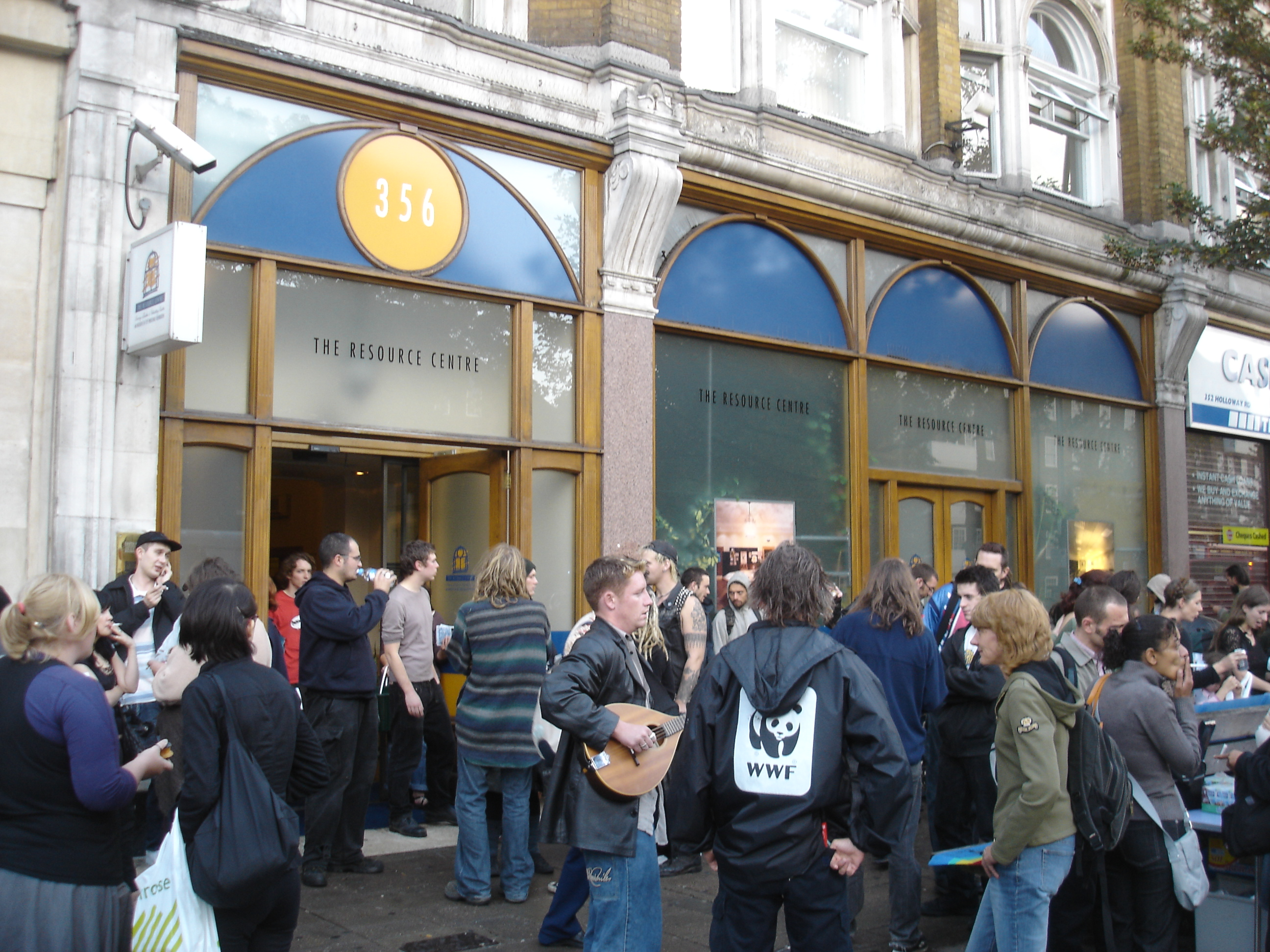
Anarchist Book Fair in London 2006

Zu den ersten libertären Buchmessen in Europa zählt die „Anarchist Book Fair“ in London. Die erste Ausstellung im Jahr 1983 war kein Erfolg, da der Besucherzuspruch gering war, so dass die Messe frühzeitig beendet und stattdessen ein Pool-Turnier durchgeführt wurde. Die eintägige „Anarchist Book Fair“, an der ungefähr 100 Verlage, Kollektive, Vertriebe und Organisationen teilnehmen, wird nach Angaben des Veranstalters von etwa 3000 Interessierten besucht. Sie ist eine Kombination aus Präsentationen an Ständen, Vorträgen und Workshops und war 2006 die größte anarchistische Veranstaltung Großbritanniens. Mittlerweile sind mehrere anarchistische Buchmessen in Großbritannien entstanden und gaben dementsprechende Impulse für den deutschsprachigen Raum. In den Vereinigten Staaten (USA) entstand die „Bay Area Anarchist Bookfair“ Mitte der 1990er Jahre in San Francisco. 2010 wurde sie zum 14. Mal durchgeführt. Danach folgten weitere anarchistische Buchmessen in den USA und in Kanada wo fast jedes Wochenende eine Veranstaltung stattfindet. Mittlerweile gibt es auch die „Anarchist Bookfair“ in Mexiko (Monterrey), Brasilien (Sao Paulo), Frankreich (Paris), Slowenien (Ljubljana), Bulgarien (Sofia), Spanien (Barcelona), Kroatien (Zagreb), Portugal (Lissabon) und andere.
In Europa begannen die libertären Medienmessen Anfang 2000 sich zu profilieren. 2002 veranstaltete in Paris der „Salon du livre libertaire“ eine größere Veranstaltung, bereits ein Jahr später waren in Madrid „Encuentro del libro anarquista“, und in Slowenien die „Balkan Anarchist Bookfair“ an die Öffentlichkeit getreten. Hintergrund der europäischen und auch internationalen Messen war die große Anzahl von libertären Kleinverlagen, Kollektiven und Vertrieben die von Heften, Broschüren bis zu mehreren hundertseitigen Werken im Angebot hatten. Darüber hinaus erreichten die internationalen libertären Buchmessen nicht nur das anarchistische Publikum, sondern ebenfalls am libertären Gedankengut Interessierte; die Messen dienten gleichzeitig „als Treffpunkt der internationalen libertären Bewegung“.

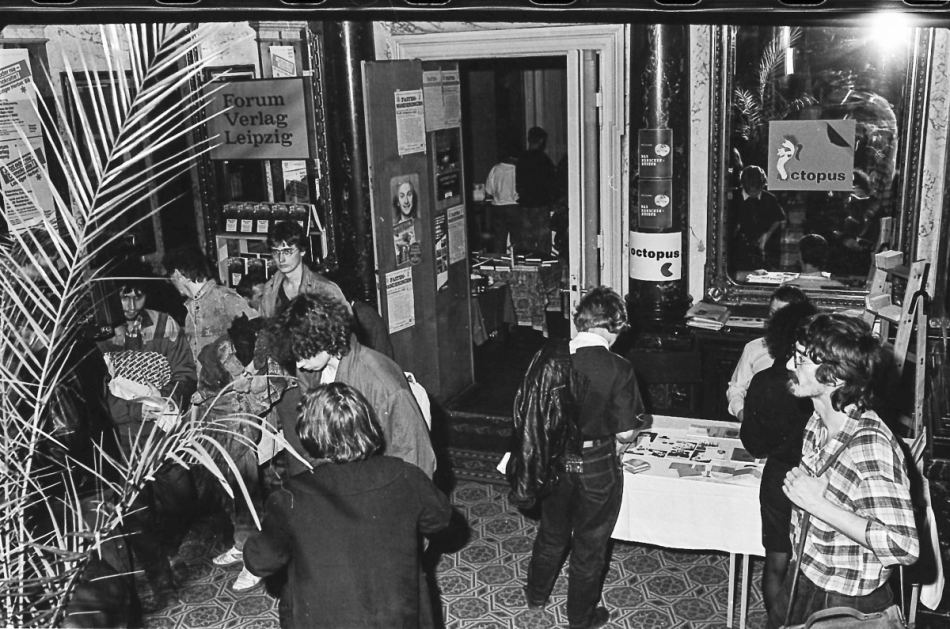
1. Alternative Buchmesse Leipzig März 1990, Foto: Bernd Heinze

### Deutschland
Im März 1990 fand im Klubhaus „Heinrich Budde“ in Leipzig-Gohlis die Erste Alternative Buchmesse Leipzig (1. ABM) statt, organisiert von Autoren (u. a. Jayne-Ann Igel und Dieter Kalka), Buchhändlern und Grafikern. Die heutige Veranstaltung „Leipzig liest“ ist eine Übernahme der offiziellen Leipziger Buchmesse von der 1. ABM, die mehr Lesungen präsentierte als die offizielle Buchmesse.
Im April 1993 fand in der Frankfurter Universität während der „libertären Tage“ eine Buchmesse statt. Organisiert wurden die Veranstaltungen vom „Anarchistischen Forum Frankfurt“ (AFF), dem „freien filosofischen Forum Frankfurt“ (ffFF) und der Ortsgruppe der Fau–IAA.
In Oberhausen (Ruhrgebiet) wurde im September 2010 eine „Libertäre Medienmesse“ (kurz: LiMesse genannt) für den deutschsprachigen Raum gehalten im Jugend- und Kulturzentrum Druckluft. Nach Angaben der Veranstalter waren rund 40 Initiativen vertreten aus Österreich, Schweiz, Deutschland, Großbritannien, Türkei und Spanien. Neben Printmedien waren auch Radiogruppen vertreten. Ergänzend zu der libertären Medienmesse gab es ein vielfältiges Veranstaltungsprogramm, unter anderem ein Konzert der Anarchist Academy und eine Abschlussparty.
In Mannheim war am 9. und 10. April 2011 eine anarchistische Buchmesse mit unter anderem den Themen: „Von Jakarta bis Johannesburg — Anarchismus weltweit“. Eine Lesung mit Sebastian Kalicha. Sowie: „Politik oder Klasseninteressen? Zum Verhältnis von Anarchismus und Marxismus“, „Das Frauenkommunebuch: Alltag zwischen Patriarchat und Utopie“ und „Anarcho-Poetry“ mit Michael Halfbrodt und Ralf Burnicki. Die anarchistische Buchmesse Mannheim findet seitdem alle zwei Jahre statt, zuletzt im Mai 2024.
Vom 24. bis 26. August 2012 fand im Kulturzentrum Bahnhof-Langendreer in Bochum die zweite Libertäre Medienmesse (LiMesse) statt.
Ende August 2014 fand in der Zeche Carl in Essen die dritte Libertäre Medienmesse (LiMesse) unter dem Motto Frauen.Arbeit.Migration statt.

### Niederlande
In Zwolle wurde eine anarchistische Buchmesse (Anarchistische Boekenmarkt) im Gebäude „Het Zwarte Water“ (wörtlich: Das schwarze Wasser) im Juli 2010 während i
eines libertären Sommerfestivals abgehalten.
Der zehnte libertäre „Boekenmarkt“ (Büchermarkt) war 2008 in Utrecht mit Workshops, Dokumentarausstellungen und Lesungen.
Bei der „größten anarchistischen Veranstaltung“ (grootste anarchistische Manifestatie) in den Niederlanden, im friesischen Ort Appelscha wird während der „Pinksterlanddagen“ ebenfalls eine Buchmesse gehalten. Darüber hinaus gibt es Diskussionen, Lesungen, Workshops, Film- und Theatervorführungen. Die „Pinksterlanddagen“ der niederländischen anarchistischen Bewegung werden seit 1934 organisiert.

### Schweiz
Im Januar 2009 wurde in Winterthur die 1. „Libertäre Buchmesse“ veranstaltet im Rahmen der „Anarchietage“. Die „Anarchietage“ waren 2009 bereits zum fünften Mal organisiert mit Filmvorführungen, Diskussionen, Referaten und Themen wie „Anarchie und Sex“ oder „Praktische Ansätze des Anarchokommunismus“. In der „Alten Kaserne“ war die Buchmesse den „Anarchietagen“ (Februar 2009) vorausgegangen.
Eine anarchistische Buchmesse gab es in Biel 2010 mit circa 30 Ausstellern sowie Workshops, Konzerte, Camping und der „Literattentat“. Teilnehmer waren das CIRA aus Lausanne und Marseille, Graswurzelrevolution, Industrial Workers of the World (IWW), Nachtschatten Verlag, Edition AV, Editions du Monde libertaire und andere. Mit rund 500 Besuchern aus dem In- und Ausland wurden parallel dazu Hip-Hop-Konzerte, Rock- und Folkmusik aufgeführt. Die Buchmesse sollte die Publikationen „von zahlreichen antiautoritären, herrschaftskritischen Verlagen und Organisatoren“ vorstellen.

## Internationale libertäre Buchmessen (Auswahl)
In englischer Sprache oder der jeweiligen Landessprache (Stand: Oktober 2010):
- Belfast: Anarchist Bookfair[21]
- Belgien: Internationale Boekenbeurs[22]
- Brasilien: Feira do Livro Anarquista de Porto Alegre[23]
- Bristol: The Bristol Anarchist Bookfair 2011[24]
- Frankreich: Salon du livre libertaire[25]
- Irland: Dublin Anarchist Bookfair[26]
- Italien: Vetrina dell'Editoria Anarchica e Libertaria[27]
- Kanada: Calgary Anarchist Bookfair[28]
- Kanada: Edmonton anarchist bookfair[29]
- Kroatien: Anarhistički sajam knjiga[30]
- Mexiko: Feria del libro anarquista[31]
- Portugal: Feira do Livro Anarquista[32]
- Schottland: Glasgow’s Radical Independent Book-fair project[33]
- Slowenien: Erste anarchistische Buchmesse 2011[34]
- USA: Simmons College, Boston[35]